# Блейк, Андре
Андре Джейсон Блейк (англ. Andre Jason Blake; род. 21 ноября 1990, Мей-Пен, Мидлсекс) — ямайский футболист, вратарь «Филадельфия Юнион» и сборной Ямайки.

## Клубная карьера
Во время обучения в Коннектикутском университете Блейк выступал за команду учебного заведения. 2 января 2014 года Блейк подписал контракт с MLS по программе Generation adidas. На Супердрафте MLS 2014 он был выбран под общим первым номером клубом «Филадельфия Юнион». Его профессиональный дебют состоялся 18 июня в матче Открытого кубка США против «Харрисберг Сити Айлендерс». В MLS он дебютировал 16 августа в матче против «Хьюстон Динамо». Место основного вратаря «Филадельфии» Андре занял, начиная с концовки сезона 2015. Он был отобран в число участников Матча всех звёзд MLS 2016, в котором сборная MLS принимала английский клуб «Арсенал». По итогам сезона 2016 Блейк был признан вратарём года в MLS и попал в символическую сборную MLS. В сезоне 2017 он вновь выдвигался на соискание звания вратаря года, однако по результатам голосования занял второе место. 17 января 2018 года Блейк подписал новый многолетний контракт с «Филадельфией Юнион». Он был отобран на Матч всех звёзд MLS 2019 против испанского клуба «Атлетико Мадрид». По итогам Турнира MLS is Back, прошедшем летом 2020 года, он был признан лучшим вратарём и попал в символическую сборную. По итогам сезона 2020 он во второй раз был признан вратарём года в MLS и попал в символическую сборную MLS. 15 июля 2021 года Блейк продлил контракт с «Филадельфией Юнион» до конца сезона 2024 с опцией на сезон 2025. Он был отобран на Матч всех звёзд MLS 2021 против сборной Лиги MX. Он был отобран на Матч всех звёзд MLS 2022 против сборной Лиги MX. По итогам сезона 2022 он в третий раз был признан вратарём года в MLS и попал в символическую сборную MLS. 26 августа 2023 года Блейк сыграл свой 222-й матч в регулярном чемпионате MLS и стал рекордсменом «Филадельфии Юнион» по количеству проведённых матчей, обойдя Рея Гаддиса.

## Международная карьера
3 марта 2014 года в товарищеском матче против сборной Барбадоса Блейк дебютировал за сборную Ямайки. В том же году он помог сборной выиграть Карибский кубок. Летом 2015 года Андре стал серебряным призёром Золотого кубка КОНКАКАФ. На турнире он был запасным и на поле не вышел.
Летом 2016 года Блейк принял участие в Кубке Америки в США. На турнире он сыграл в матчах против сборных Мексики, Венесуэлы и Уругвая.
В 2017 году Блейк во второй раз подряд стал серебряным призёром Золотого кубка КОНКАКАФ. На турнире он сыграл в матчах против команд Кюрасао, Сальвадора, Канады, США и дважды Мексики. По итогам турнира Андре был признан лучшим вратарём и попал в символическую сборную.
Блейк был включён в состав сборной Ямайки на Золотой кубок КОНКАКАФ 2019.
Блейк был включён в состав сборной на Золотой кубок КОНКАКАФ 2021.
Блейк был включён в состав сборной на Золотой кубок КОНКАКАФ 2023.

## Достижения
Командные
 «Филадельфия Юнион»
- Победитель регулярного чемпионата MLS: 2020

 сборная Ямайки
- Обладатель Карибского кубка: 2014
- Серебряный призёр Золотого кубка КОНКАКАФ: 2015, 2017

Индивидуальные
- Вратарь года в MLS: 2016, 2020, 2022
- Член символической сборной MLS: 2016, 2020, 2022
- Лучший вратарь года Турнира MLS is Back (2020)
- Член символической сборной Турнира MLS is Back (2020)
- Участник Матча всех звёзд MLS: 2016, 2019, 2021, 2022
- Лучший вратарь Золотого кубка КОНКАКАФ: 2017
- Член символической сборной Золотого кубка КОНКАКАФ: 2017

## Личная жизнь
В июле 2023 года Блейк стал гражданином США.